# Bitis heraldica
Bitis heraldica este o specie de șerpi din genul Bitis, familia Viperidae, descrisă de Bocage 1889. Conform Catalogue of Life specia Bitis heraldica nu are subspecii cunoscute.